# Gʻazalkent
Gʻazalkent (IPA: [ʁazalˈkent̪]; cirill írással: Ғазалкент; orosz nyelven: Газалкент) város Üzbegisztán Taskent tartományában. A város népessége körülbelül 24 700 fő.

## Fekvése
Taskenttől, az üzbég fővárostól 60 kilométerre fekszik, a Chirchiq folyó mellett, a Tien-san hegység lábánál.

## Története
Gʻazalkentet 1932-ben, a szovjet időszak alatt hozták létre, és 1964 óta hivatalosan is a városi joggal rendelkezik. A város lakossága elsősorban üzbég, orosz, kazah, tatár, valamint orosz-német és koryo-saram. Gʻazalkent gazdaságát a feldolgozóipar jellemzi, de a turizmus is kisebb szerepet játszik, a Chorvoq-víztározó környékére koncentrálva. A közelben van egy vízerőmű is.

## Itt születtek, itt éltek
- Rafiq Nishonov (1926) üzbég politikus